# منتخب الأرجنتين تحت 23 سنة لكرة الطائرة للسيدات
منتخب الأرجنتين تحت 23 سنة لكرة الطائرة للسيدات هو ممثل الأرجنتين الرسمي في المنافسات الدولية في كرة طائرة للسيدات تحت 23 سنة .